# Divorcio en Chile
El divorcio en Chile fue establecido en el año 2004 por la Nueva Ley de Matrimonio Civil, siendo uno de los últimos países en el mundo en regularlo.

## Historia
Si bien la ley de matrimonio civil de 1884 contenía una figura llamada divorcio, esta no disolvía el vínculo matrimonial.

## Regulación
El artículo 42 de la Nueva Ley de Matrimonio Civil establece al divorcio como una de las formas de fin del matrimonio, junto a la muerte de uno de los cónyuges, la muerte presunta y la nulidad matrimonial. Está regulado en los artículos 53 y siguientes de dicha ley, estableciendo que «pone término al matrimonio, pero no afectará en modo alguno la filiación ya determinada ni los derechos y obligaciones que emanan de ella».
La Nueva Ley de Matrimonio Civil optó por un sistema mixto, estableciendo dos causales de divorcio: el divorcio sanción y el divorcio por cese de la convivencia, unilateral o bilateral. No se incluyó el divorcio por mutuo disenso o consentimiento mutuo debido principalmente a que varios de los parlamentarios consideraban al matrimonio no como un mero contrato, sino que como una institución.
De ese modo, la normativa estableció tres vías para demandar el divorcio: por culpa, en el cual uno de los cónyuges demanda el divorcio, por falta imputable al otro, siempre que constituya una violación grave de los deberes y obligaciones que les impone el matrimonio, o de los deberes y obligaciones para con los hijos, que torne intolerable la vida en común; unilateral por cese de la convivencia, en el cual uno de los cónyuges demanda el divorcio, requiriéndose una separación de hecho de a lo menos tres años; y mutuo acuerdo por cese de la convivencia, requiriendo que sea solicitan de común acuerdo por los cónyuges, a lo menos, un año después del término de la vida en común.
El 16 de agosto de 2021 fue publicada en el Diario Oficial de la República de Chile la ley 21 367, que suprime la causal de «conducta homosexual» en el divorcio por culpa.

### Divorcio sanción
El divorcio sanción, también llamado divorcio por culpa, se puede hacer valer a raíz de que uno de los cónyuges haya realizado conductas graves que constituyan transgresiones severas de las obligaciones y deberes del matrimonio, o para con los hijos, tornando así intolerable la vida en común. Debido a que en este caso el divorcio constituye una sanción, solo el cónyuge que fue víctima de aquellas transgresiones puede demandar. La ley señala algunos casos que pueden dar lugar a este divorcio, los cuales no son taxativos.

### Divorcio remedio
El divorcio por cese de la convivencia, también llamado divorcio remedio, en cambio, posee una causal objetiva, que dice relación con la separación de hecho de los cónyuges (cese de la convivencia) durante un periodo de tiempo determinado. Dicho periodo variará según si el divorcio se solicita de forma bilateral (de mutuo acuerdo) o unilateral: 2 y 3 años, respectivamente.